# Marinci (Nuštar)
Marinci is een plaats in de gemeente Nuštar in de Kroatische provincie Vukovar-Srijem. De plaats telt 796 inwoners (2001).